# Isla El Pastel
Isla El Pastel är en ö i Mexiko. Den ligger i bukten Bahía San Carlos i delstaten Sonora, i den nordvästra delen av landet väst om staden Guaymas.